# Wenlocké olympijské hry

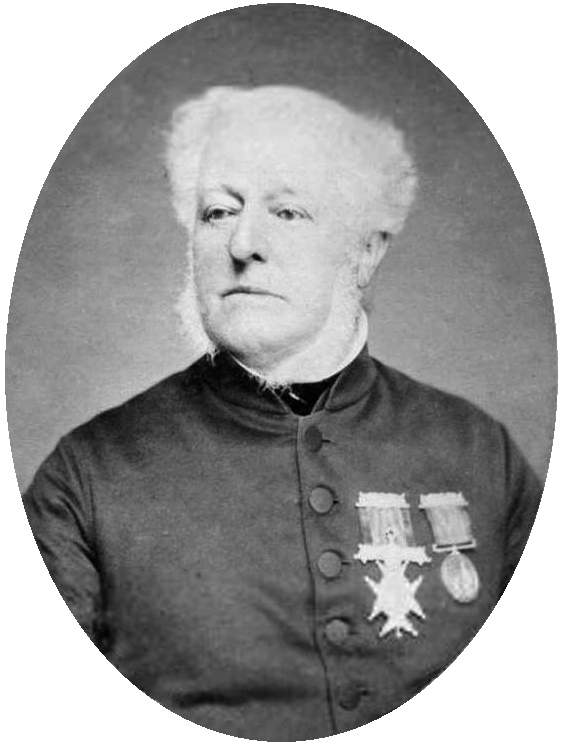
William Penny Brookes, zakladatel her

Wenlocké olympijské hry (anglicky Wenlock Olympian Games) je sportovní soutěž, která se koná každoročně v městečku Much Wenlock v západoanglickém hrabství Shropshire. Pořádá se od roku 1850 a je tak o 46 let starší než moderní Olympijské hry.
Zakladatelem tradice byl místní lékař a radní William Penny Brookes, který provozoval čtenářský spolek, kde se mohli zemědělci zdarma vzdělávat. Roku 1850 v jeho rámci založil „olympijskou třídu“, inspirovanou antickými olympiádami a usilující o „morální, fyzický a intelektuální rozvoj obyvatel města a okolí, zejména pracujících vrstev“. Na dostihovém závodišti v Much Wenlock se tak 22. a 23. října 1850 uskutečnily soutěže, na jejichž programu byla atletika, fotbal, kriket, cyklistika, ale také házení kroužků na cíl nebo běh se zavázanýma očima. Pro velký úspěch se hry opakovaly v dalších letech a sjížděli se na ně sportovci z celé Anglie, v roce 1860 byla založena Wenlocká olympijská společnost, která pořádala hry i na dalších místech. Střídání pořadatelského města, stejně jako kostýmovaný průvod účastníků při zahájení her nebo slavnostní udělování medailí vítězům, to jsou zvyky, které od Brookese přejaly i moderní olympiády.
Wenlocká olympijská společnost navázala spolupráci se Zappasovou olympiádou, která se konala roku 1859 v Athénách, a dotovala cenu pro vítěze tamního běžeckého závodu. Na Brookesův sen o mezinárodních hrách však ještě nebyla doba zralá. Podařilo se ho naplnit až poté, co v říjnu 1890 navštívil Much Wenlock baron Pierre de Coubertin, který byl místními hrami nadšen a rozhodl se založit Mezinárodní olympijský výbor, v němž byla řada mužů natolik vlivných, aby dosáhli realizace myšlenky.
Po Brookesově smrti tradice wenlockých her upadla, ale podařilo se ji obnovit a od roku 1977 se hry konají každoročně. Čestným předsedou organizačního výboru je od roku 2011 atlet Jonathan Edwards. V červenci 2015 se uskutečnil již 129. ročník her, na programu byl např. půlmaraton, jezdectví, pozemní hokej nebo lukostřelba.
Na počest místa konání her se jeden z maskotů londýnské olympiády 2012 jmenoval Wenlock.